# Lista dzielnic i osiedli Los Angeles

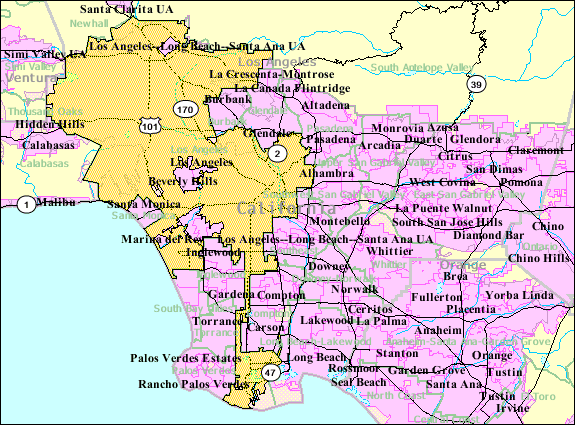
Mapa Los Angeles

Flaga Los Angeles

Miasto Los Angeles znajduje się w południowym regionie przybrzeżnym w Kalifornii w Stanach Zjednoczonych. Miasto posiada kilka głównych regionów, które składają się z ponad 144 zróżnicowanych demograficznie dzielnic.

## Downtown Los Angeles

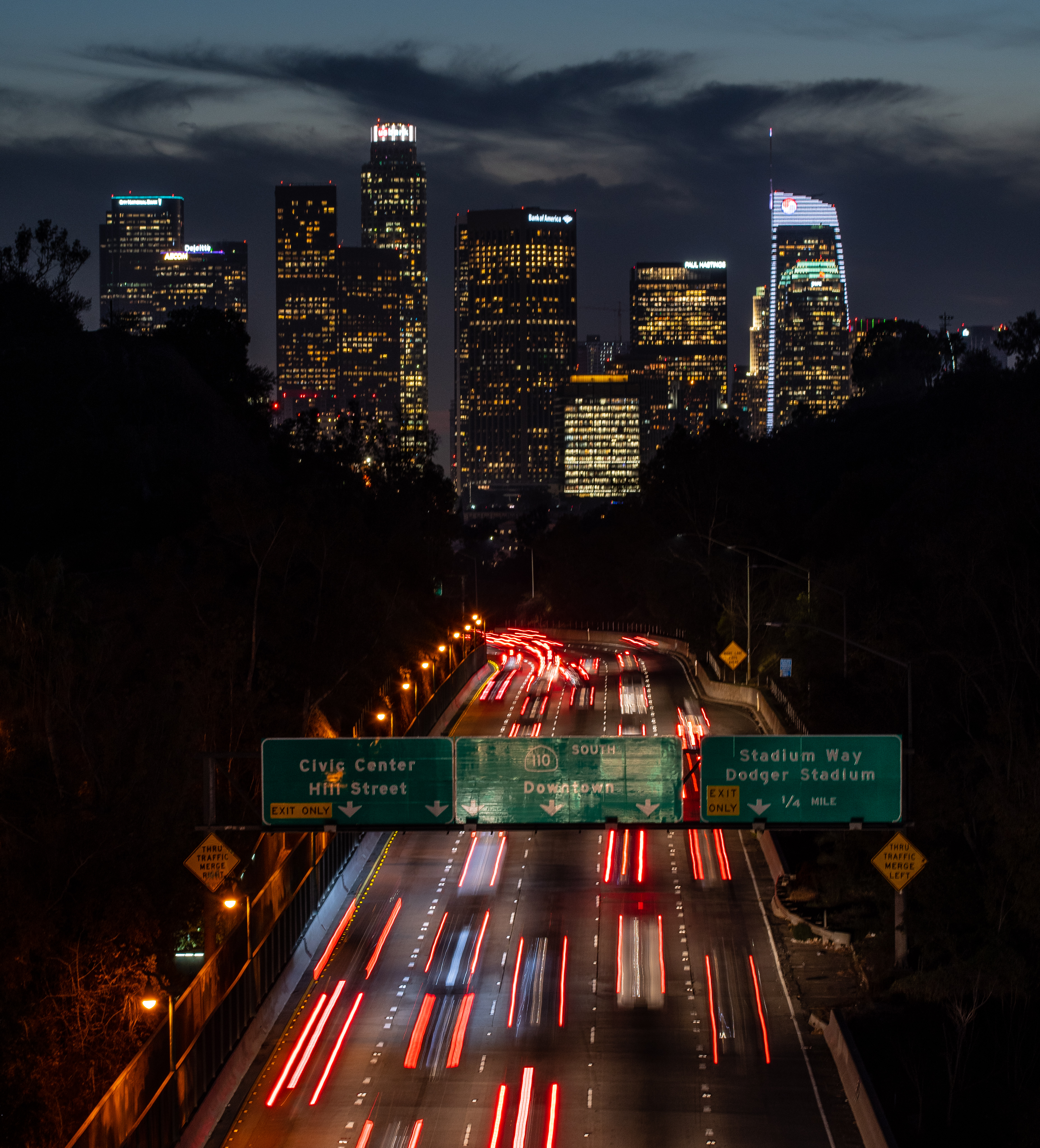
Downtown Los Angeles, widok z autostrady 110 w kierunku północnym

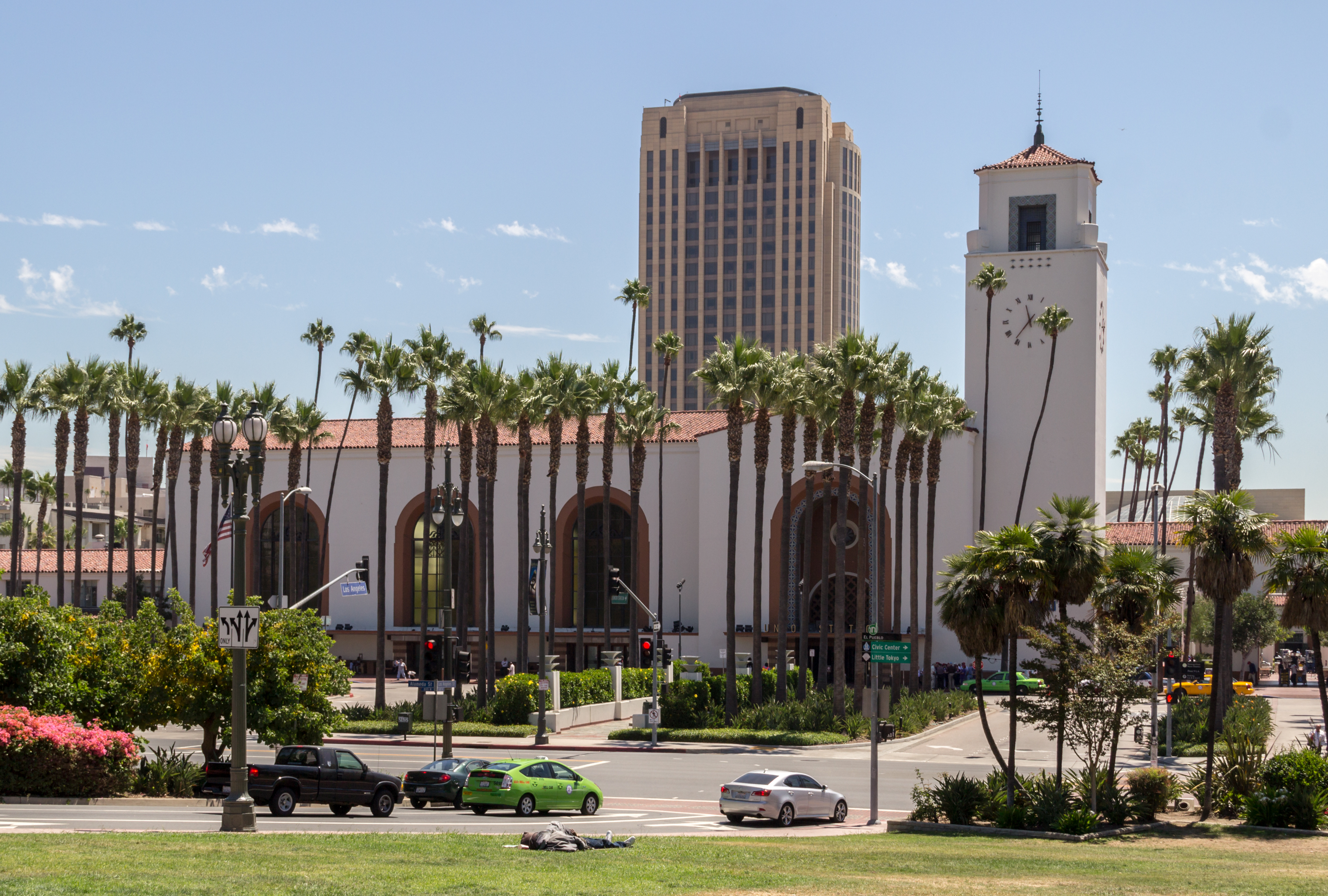
Los Angeles Union Station jest węzłem komunikacyjnym (2012)

Downtown Los Angeles graniczy z Echo Park na północy i północnym zachodzie, Chinatown na północnym wschodzie, Boyle Heights na wschodzie, Vernon na południu, Historic
South Central i University Park na południowym zachodzie oraz Pico-Union i Westlake na zachodzie. Obejmuje on obszar około 5,84 mila kwadratowa (15,1 km2). O okolicy często mówi się, że jest to skrót od DTLA.
- Arts District
- Bunker Hill
- Chinatown
- Civic Center
- Fashion District
- Financial District
- Flower District
- Gallery Row
- Historic Core
  - Broadway Theater District[a][4][5]
  - Old Bank District
  - Spring Street Financial District
- Jewelry District
- Little Tokyo
- Skid Row
- Sonoratown[b]
- South Park
- Toy District
- Wholesale District

## Eastside Los Angeles

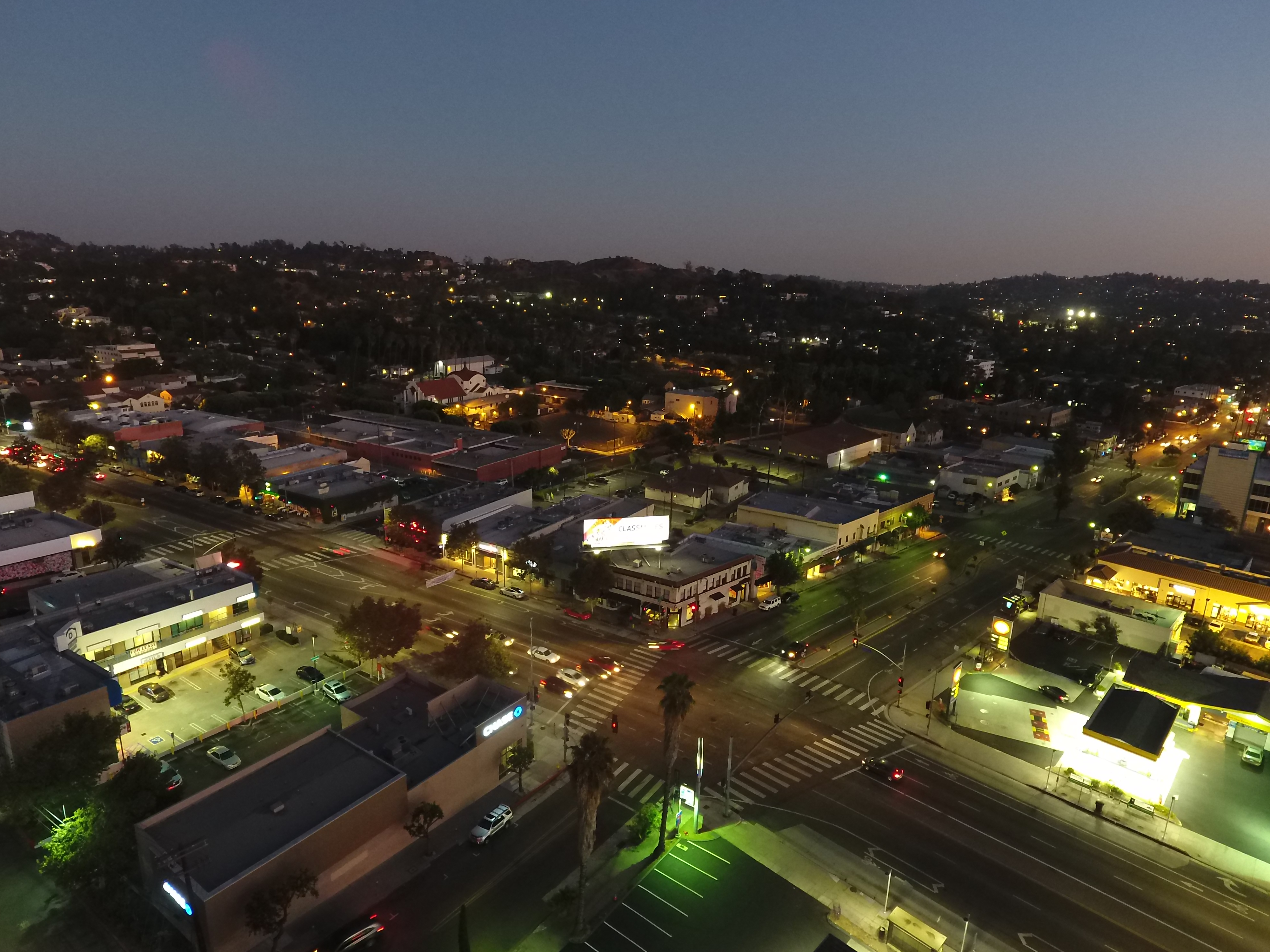
Skrzyżowanie Eagle Rock Boulevard z Colorado Boulevard o zmierzchu (wrzesień 2016)

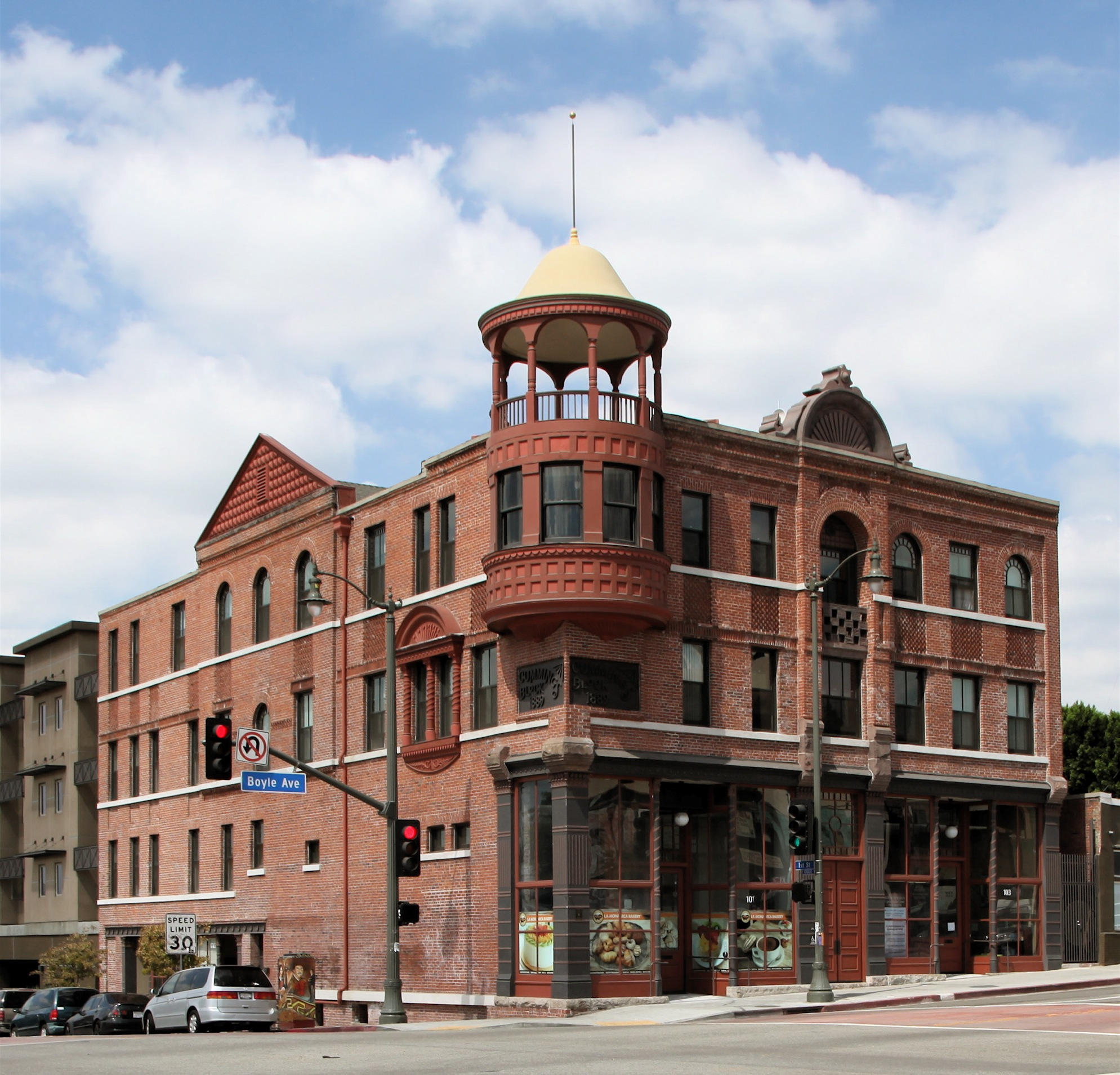
Boyle Hotel (2014)

Eastside (Wschodni) Los Angeles to obszar na wschód od Downtown Los Angeles, na zachód od niezależnego miasta East Los Angeles, na północ od miasta Vernon i na południe od miasta Glendale. Z wyjątkiem sąsiedztwa Boyle Heights, większość Eastside jest nieco na północny wschód od Downtown. Czasami obszar ten jest niedokładnie nazywany „Wschód Los Angeles”, który znajduje się poza granicami miasta Los Angeles. Boyle Heights, Lincoln Heights, Glassell Park, Eagle Rock i Highland Park są głównymi dzielnicami w tej okolicy; razem Boyle Heights i Northeast Los Angeles pokrywają obszar mniej więcej 23 mila kwadratowa (60 km2).
- Atwater Village
- Boyle Heights
- Cypress Park
- Eagle Rock
- El Sereno (University Hills)
- Garvanza
- Glassell Park
- Hermon
- Highland Park
- Hillside Village
- Lincoln Heights
- Montecito Heights
- Monterey Hills
- Mount Washington

## Northwest Los Angeles

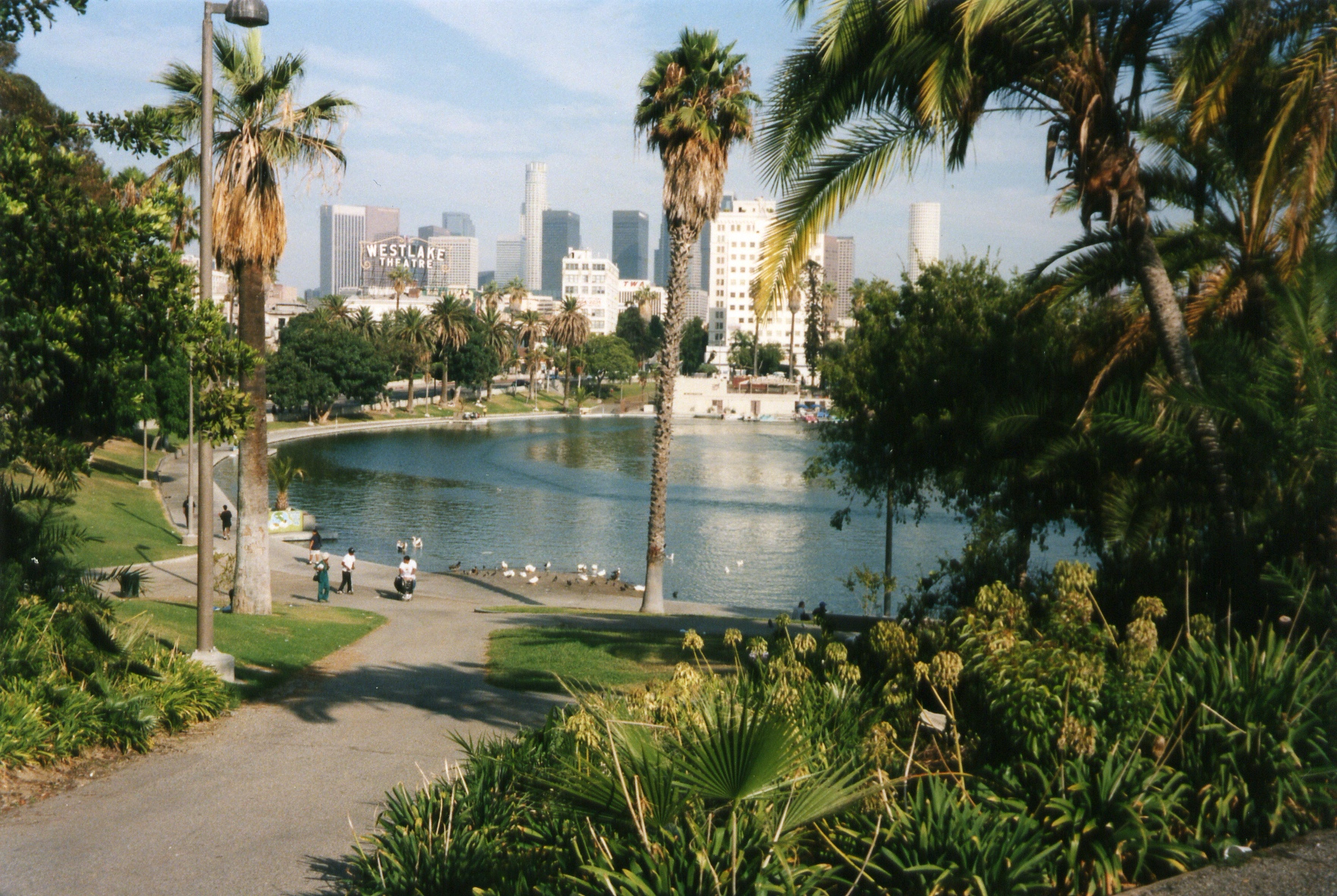
MacArthur Park i Westlake Theater w tle widać śródmieście Los Angeles

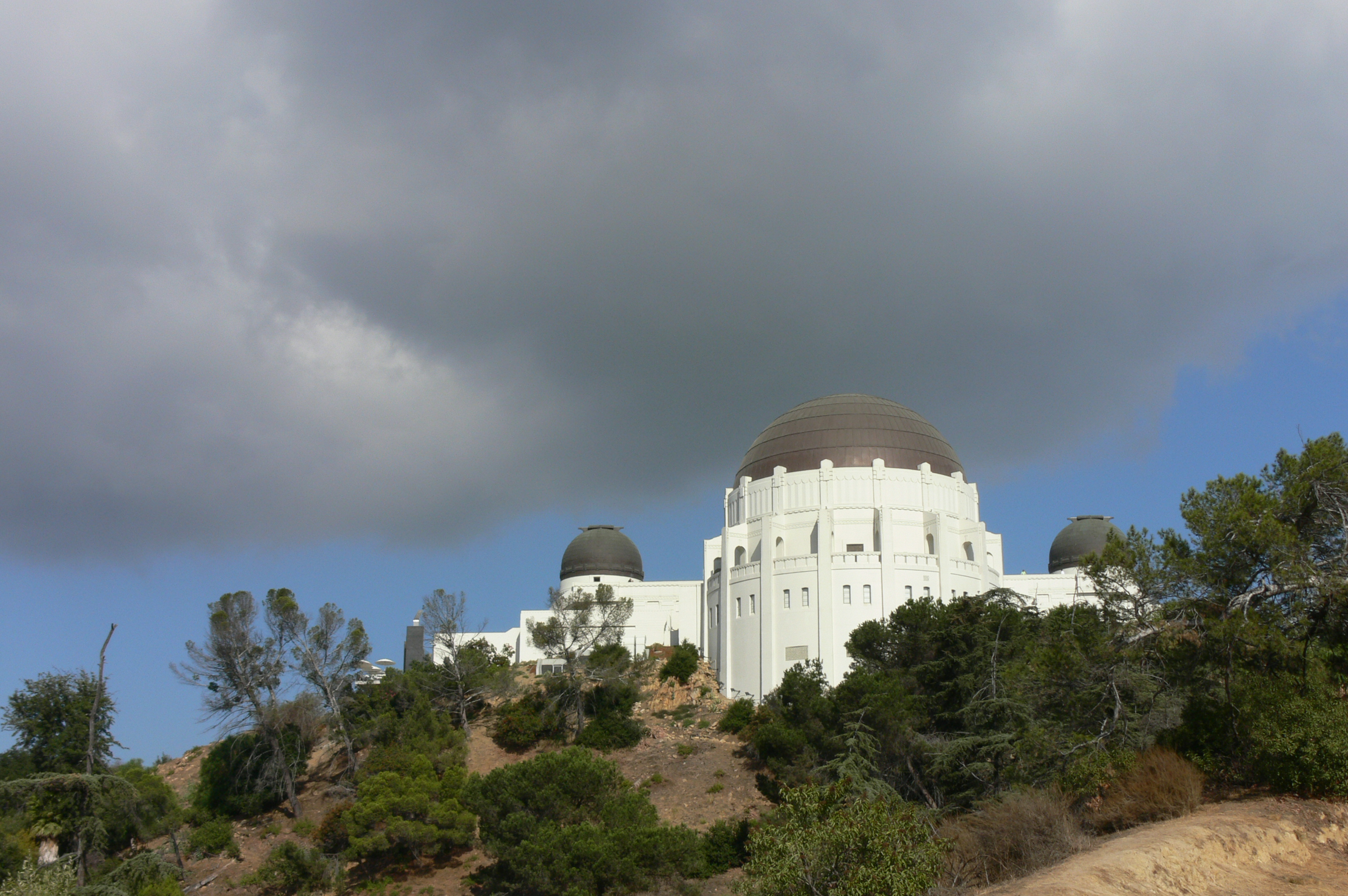
Obserwatorium Griffitha w Los Feliz (widok od południa)

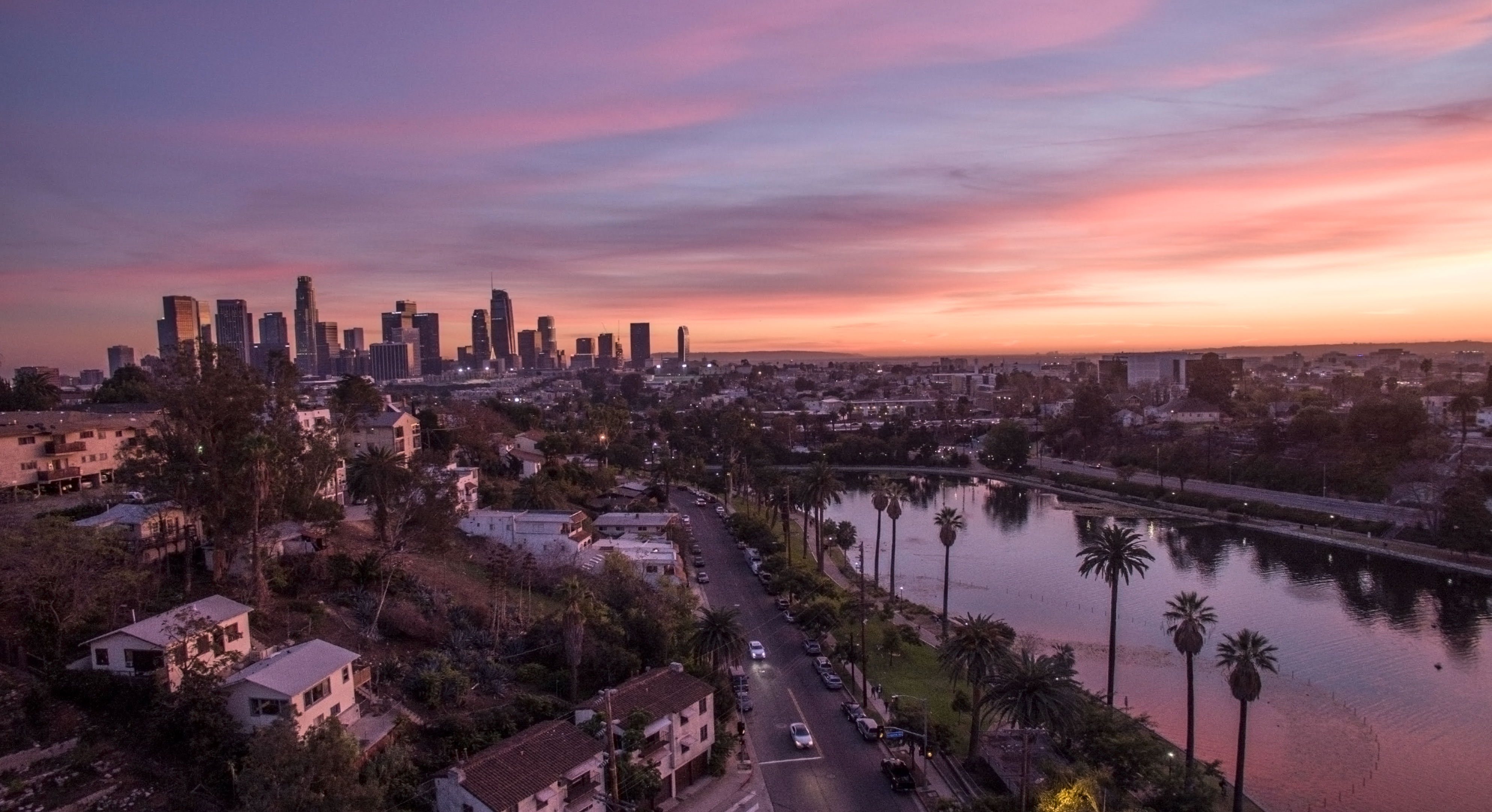
Jezioro Echo Park Lake i panorama centrum Los Angeles

Północno-zachodnie Los Angeles to obszar na północny zachód od Downtown Los Angeles i na wschód od dzielnic Hollywood i Wilshire; obszar ten koncentruje się wokół gmin Los Feliz, Silverlake, Echo Park i Westlake.
- Angelino Heights
- Echo Park
- Elysian Park
- Elysian Heights
- Elysian Valley
- Franklin Hills
- Historic Filipinotown
- Lafayette Park
- Los Feliz
  - Franklin Hills
- Mission Junction
- Pico – Union
  - Temple – Beaudry
- Westlake
  - MacArthur Park
  - Westlake Beaudry
- Elysian Park
- Silver Lake
  - Sunset Junction
  - Solano Canyon

## Hollywood

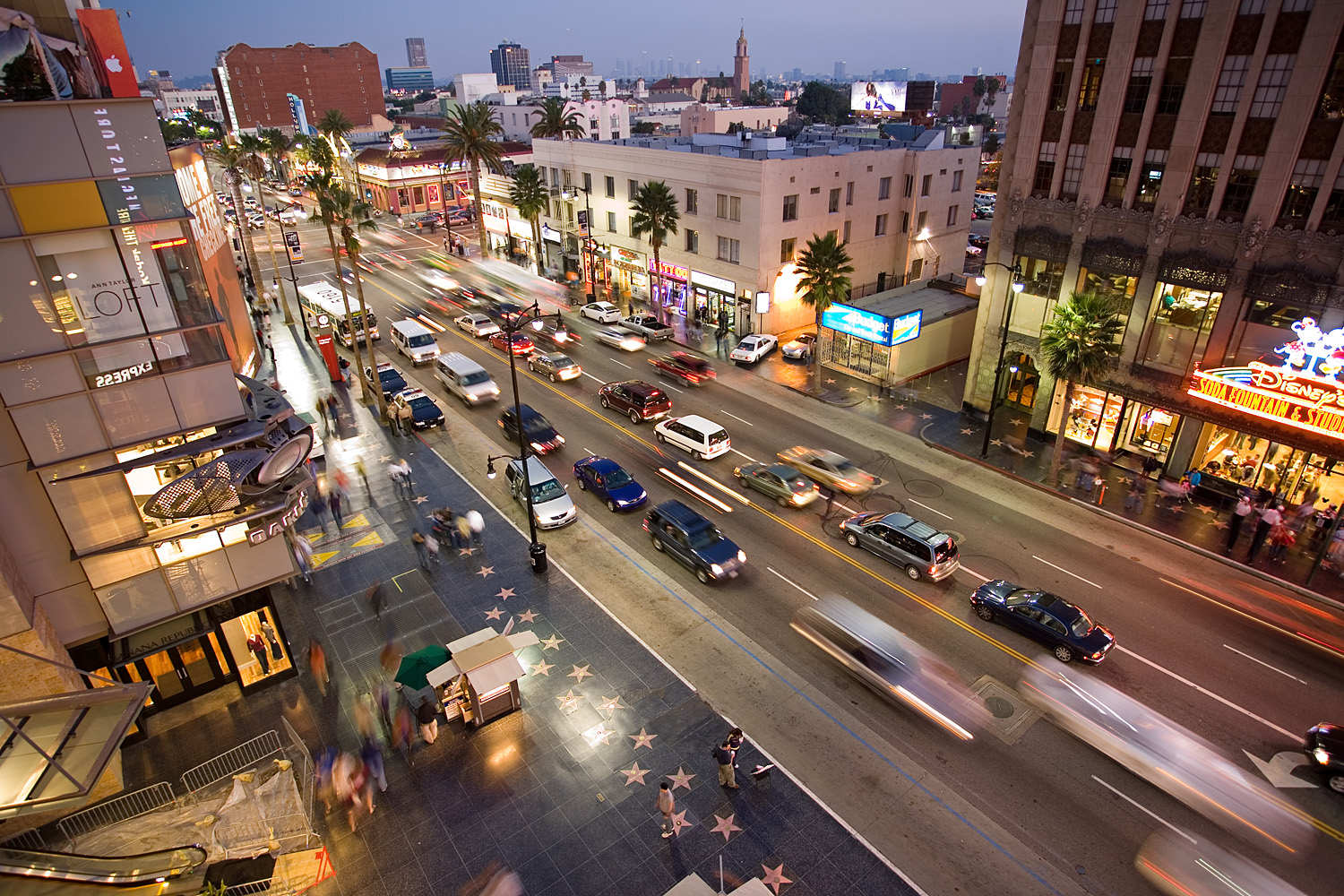
Hollywood Boulevard

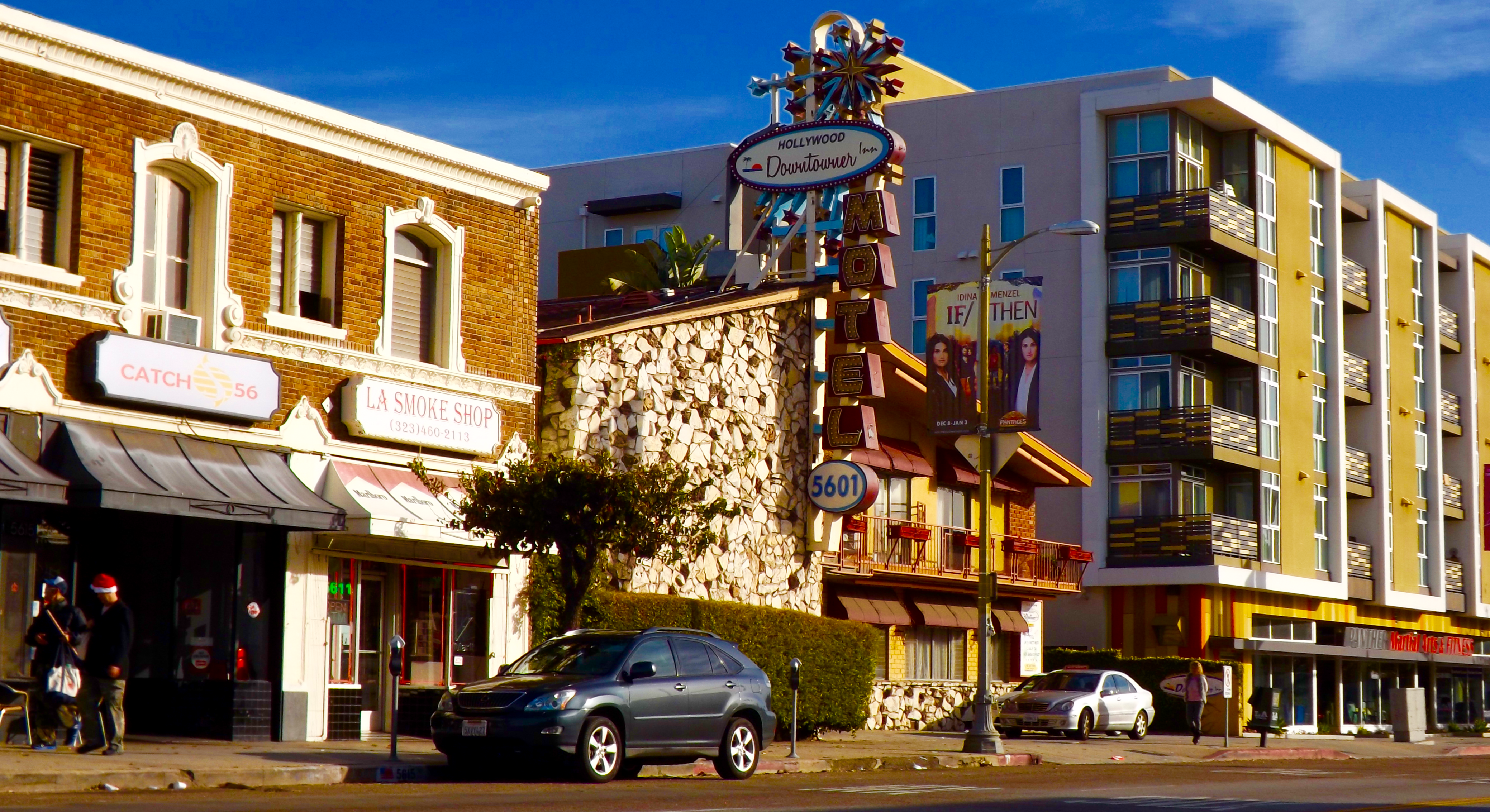
Hollywood Boulevard na wysokości dzielnicy Thai Town, Los Angeles

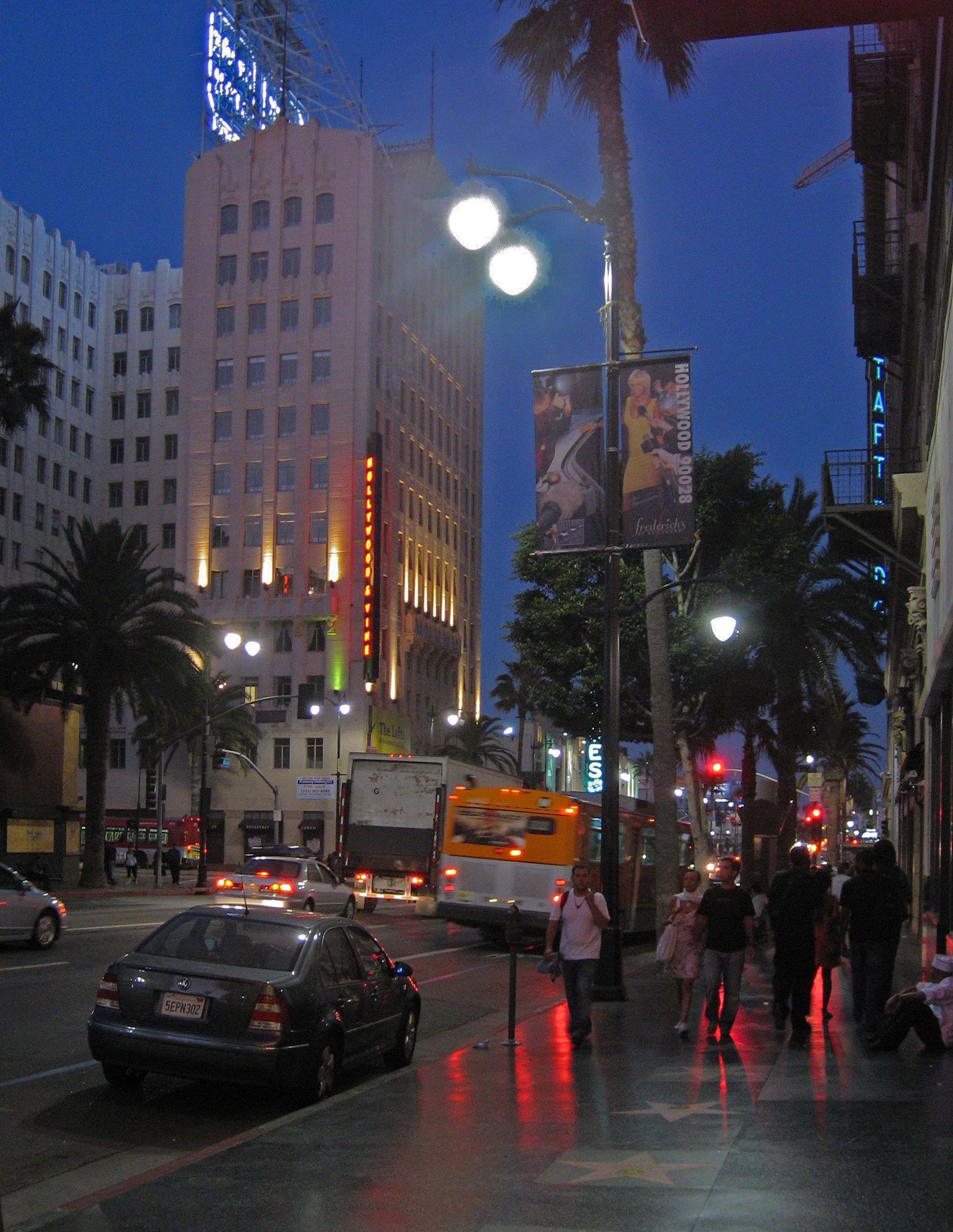
Hollywood Boulevard, Los Angeles

Obszar Hollywood znajduje się w centrum Los Angeles i leży bezpośrednio na północ od dzielnicy Wilshire, na południe od San Fernado Valley, na wschód od Westside Los Angeles i na zachód od północno-zachodniej części regionu Los Angeles. Sąsiedztwo North Hollywood nie znajduje się na tym obszarze, ale bezpośrednio na północ w dolinie San Fernando. Podobnie jak Beverly Hills, West Hollywood jest niezależnym miastem (od 1984 roku) otoczonym przez miasto Los Angeles w obszarze Westside, bezpośrednio na zachód od dzielnicy Hollywood. Obszar ten obejmuje Hollywood i obszar Hollywood Hills oraz enklawy etniczne Thai Town i Little Armenia.
- Hollywood
  - East Hollywood[8]
    - Little Armenia
    - Thai Town
    - Virgil Village
- Hollywood Hills
  - Beachwood Canyon
  - Hollywood Dell
  - Hollywood Heights
  - Laurel Canyon
  - Mount Olympus
  - Nichols Canyon
  - Outpost Estates
  - Whitley Heights
  - Yamashiro Historic District
- Hollywood Hills West
- Melrose Hill
- Spaulding Square

## Wilshire

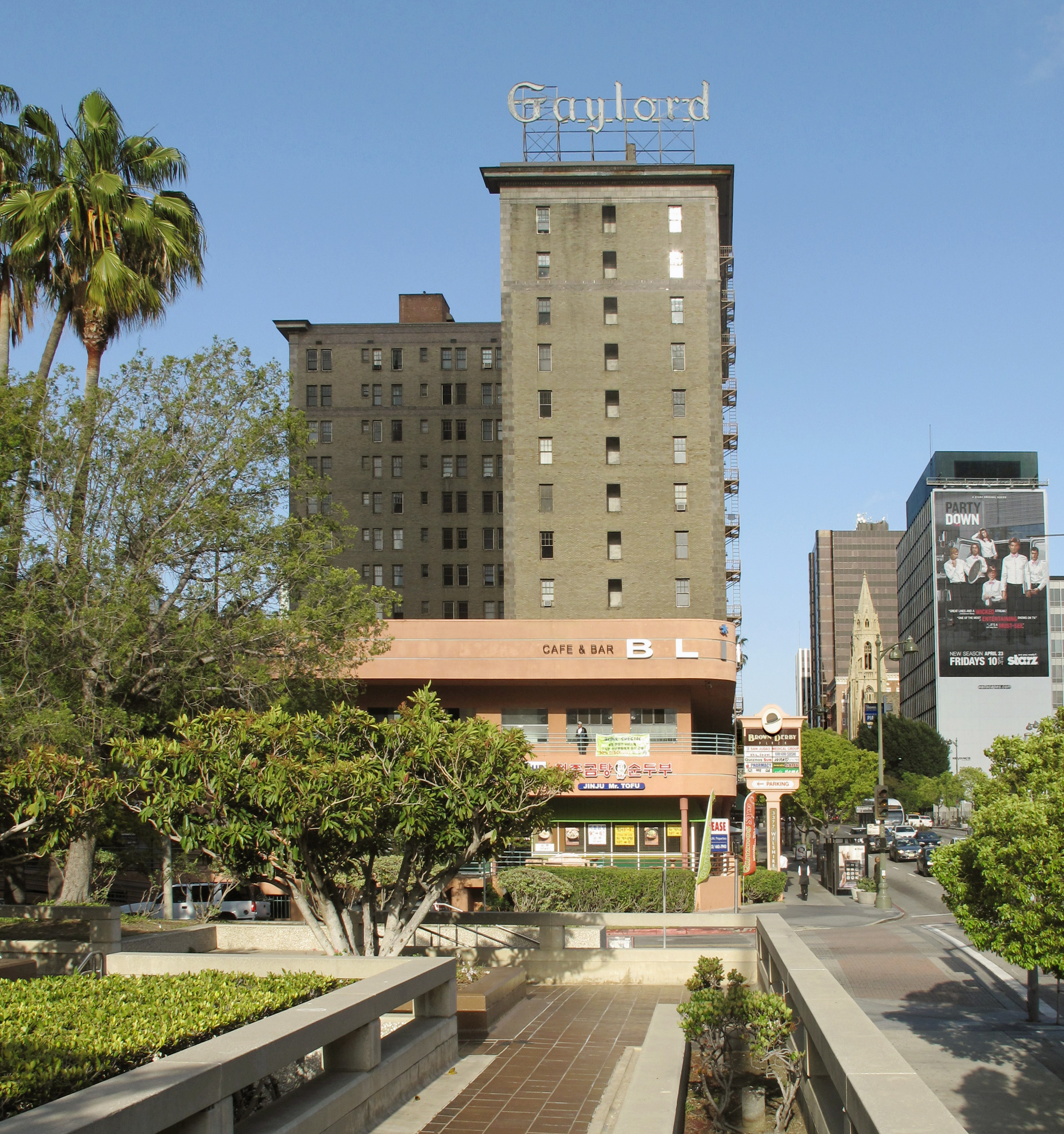
Gaylord Hotel w Wilshire Center

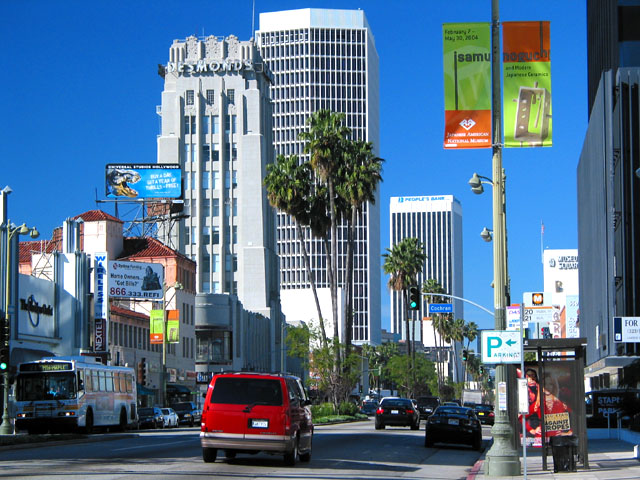
Miracle Mile położony w sercu Mid-Wilshire w 2004

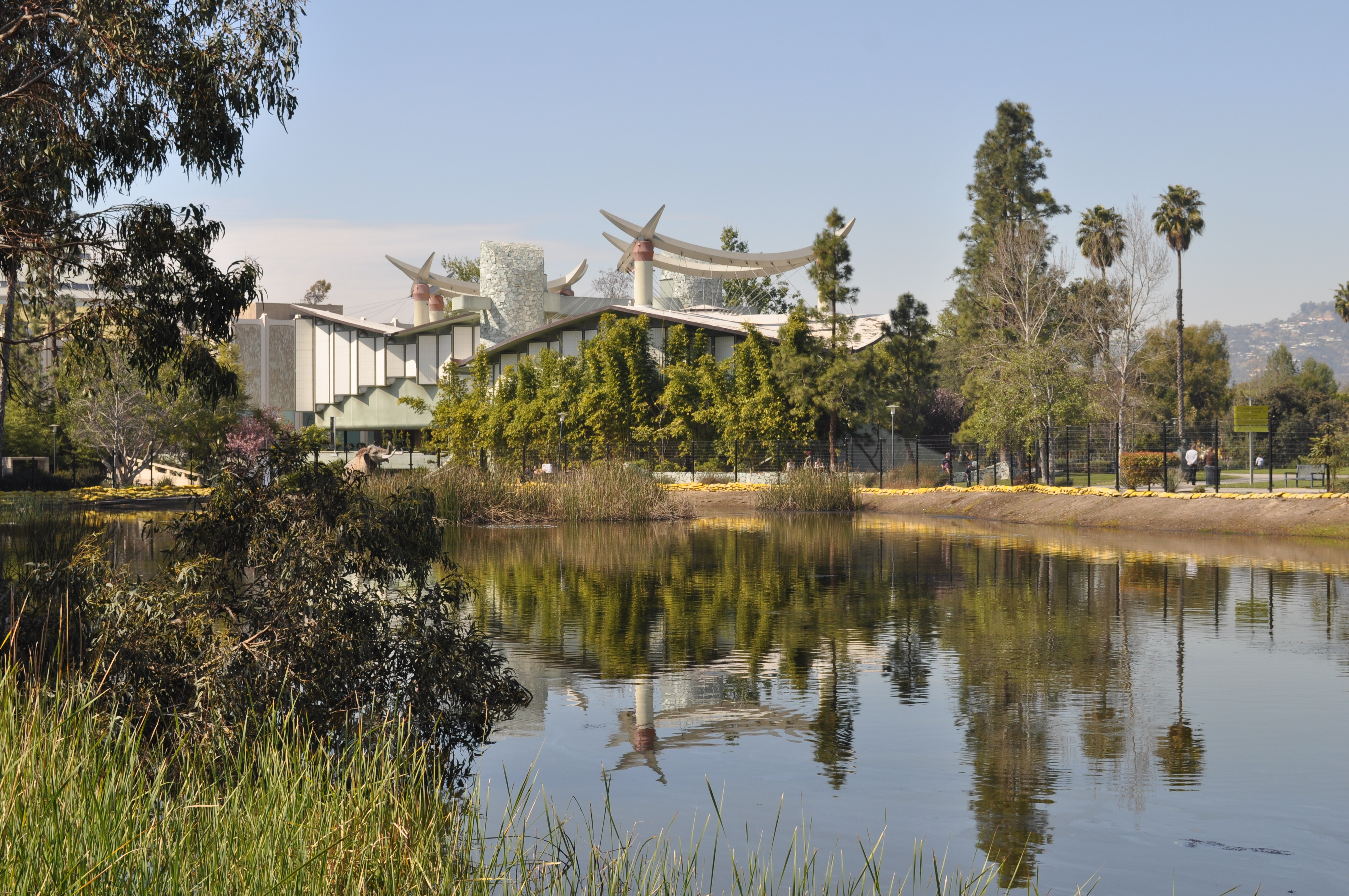
Los Angeles County Museum of Art

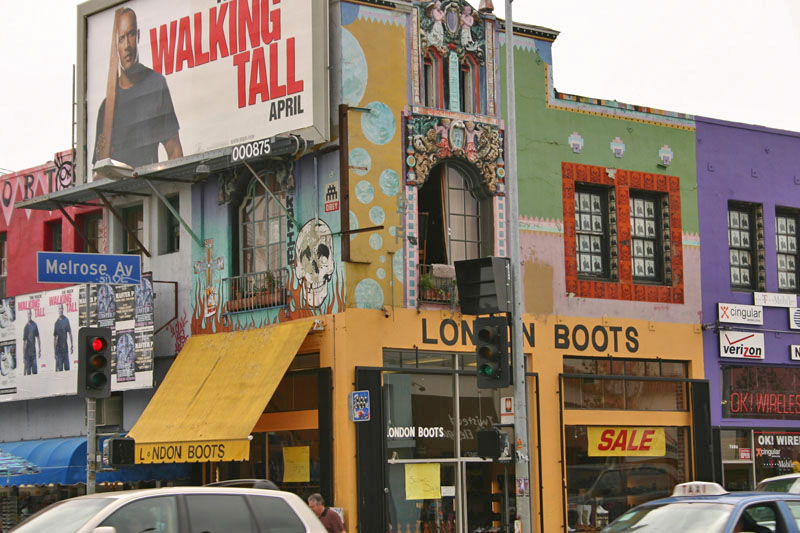
Sklepy w Melrose

Dzielnica Wishire znajduje się w centrum Los Angeles i leży na południe od Hollywood, na północ od South Los Angeles, na wschód od Westside i na zachód od Downtown Los Angeles. Obejmuje etniczne enklawy Koreatown i Little Ethiopia, dużą społeczność żydowską w Fairfax, oraz dzielnice Wilshire, Miracle Mile i La Brea.
- Carthay
  - Carthay Circle
  - Carthay Square
  - South Carthay
  - Little Ethiopia
- Sycamore Square
- Fairfax District
- Olympic Park
- West Pico
  - Picfair Village
  - Pico Del Mar
  - Pico Park
  - Wilshire Highlands
  - Wilshire Vista
- Arlington Heights
  - Western Heights
- Country Club Park
- Greater Hancock Park
  - Brookside Park
  - Fremont Place
  - Hancock Park
  - Windsor Square
- La Brea – Hancock
- Ridgewood – Wilton
- Saint Andrews Square
- Wilshire Park
  - Longwood Highlands
  - Park Mile
  - Windsor Village
- Harvard Heights
- Victoria Park
- Lafayette Square
- Wellington Square
- Miracle Mile
  - Miracle Mile North
  - Miracle Mile South
- Park La Brea
- Wilshire Center
  - Koreatown

## Harbor Area

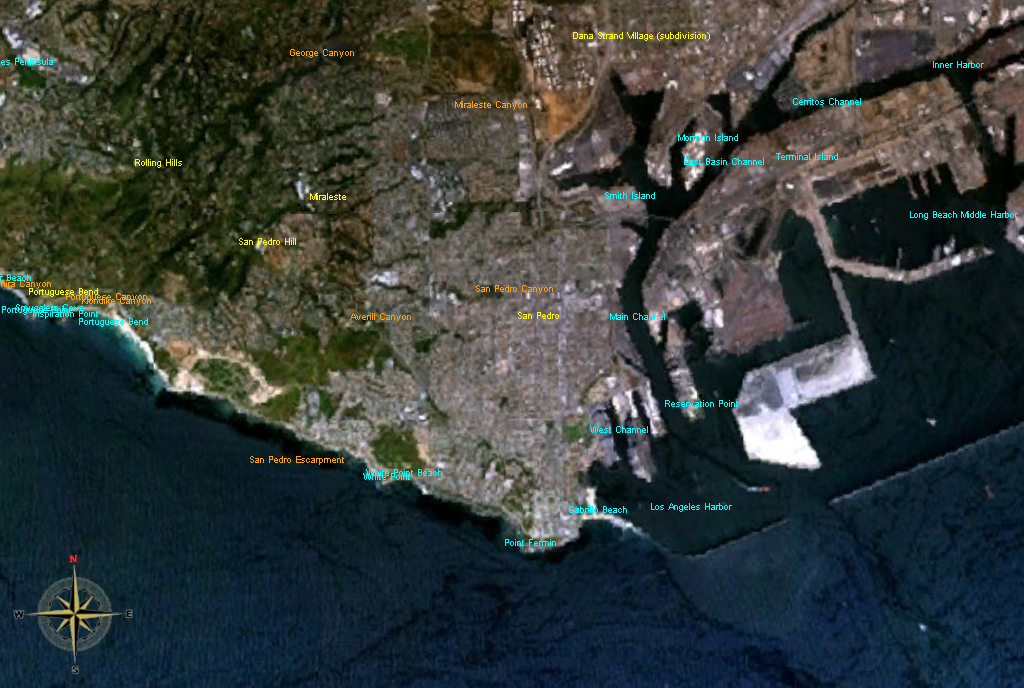
Zdjęcie satelitarne terenów Harbor Area

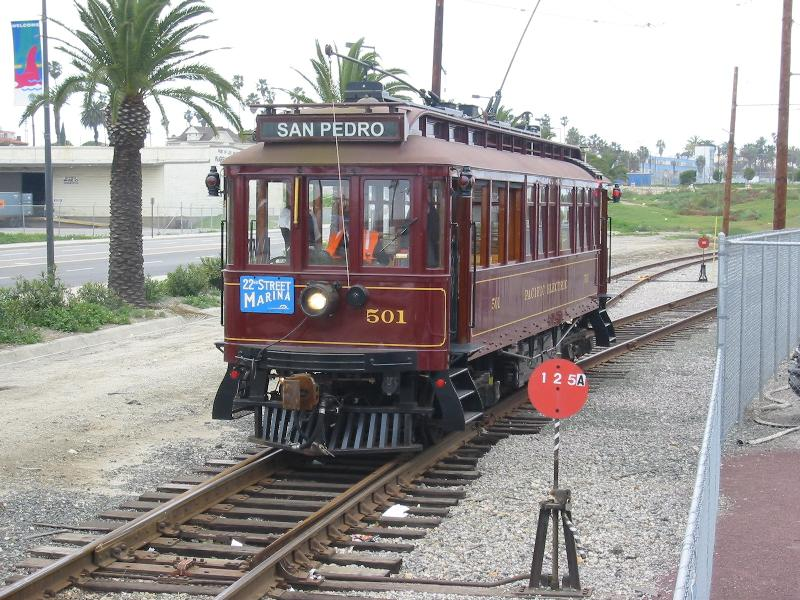
Tramwaj w dzielnicy San Pedro

- Harbor City
  - Harbor Pines
- Harbor Gateway
- San Pedro
  - Point Fermin
  - South Shores
  - Vista del Oro
  - The Gardens
  - Rolling Hills Highlands
  - Vinegar Hill
- Terminal Island
- Wilmington

## South Los Angeles

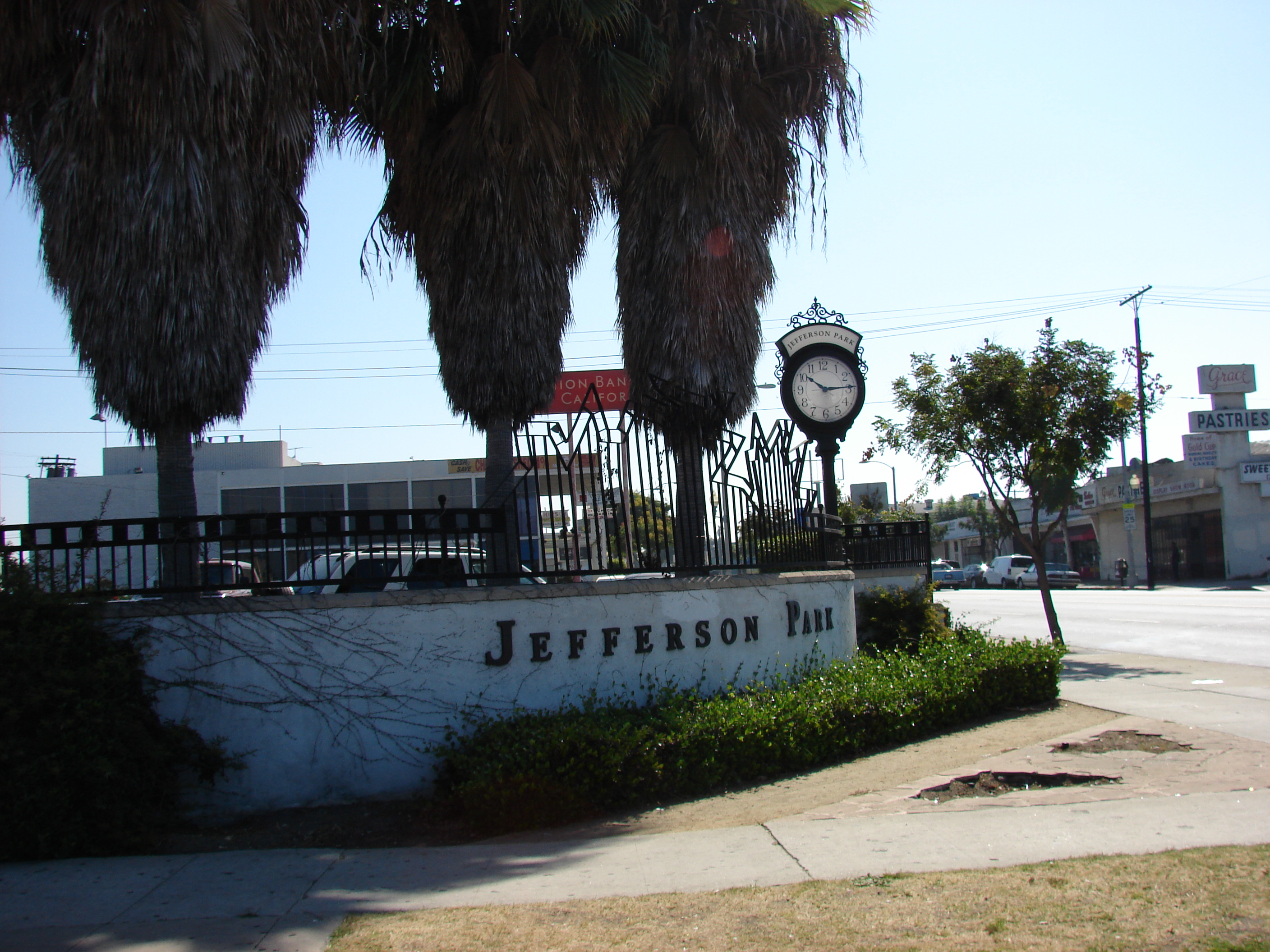
Wrota do Jefferson Park

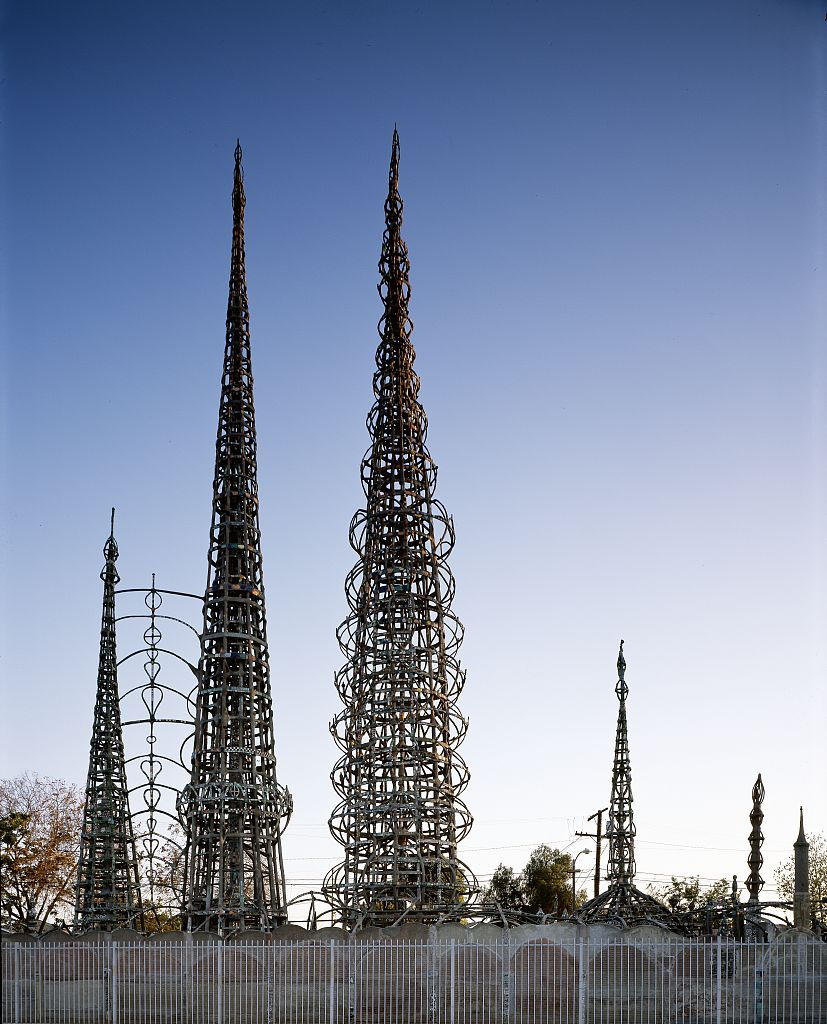
Watts Towers

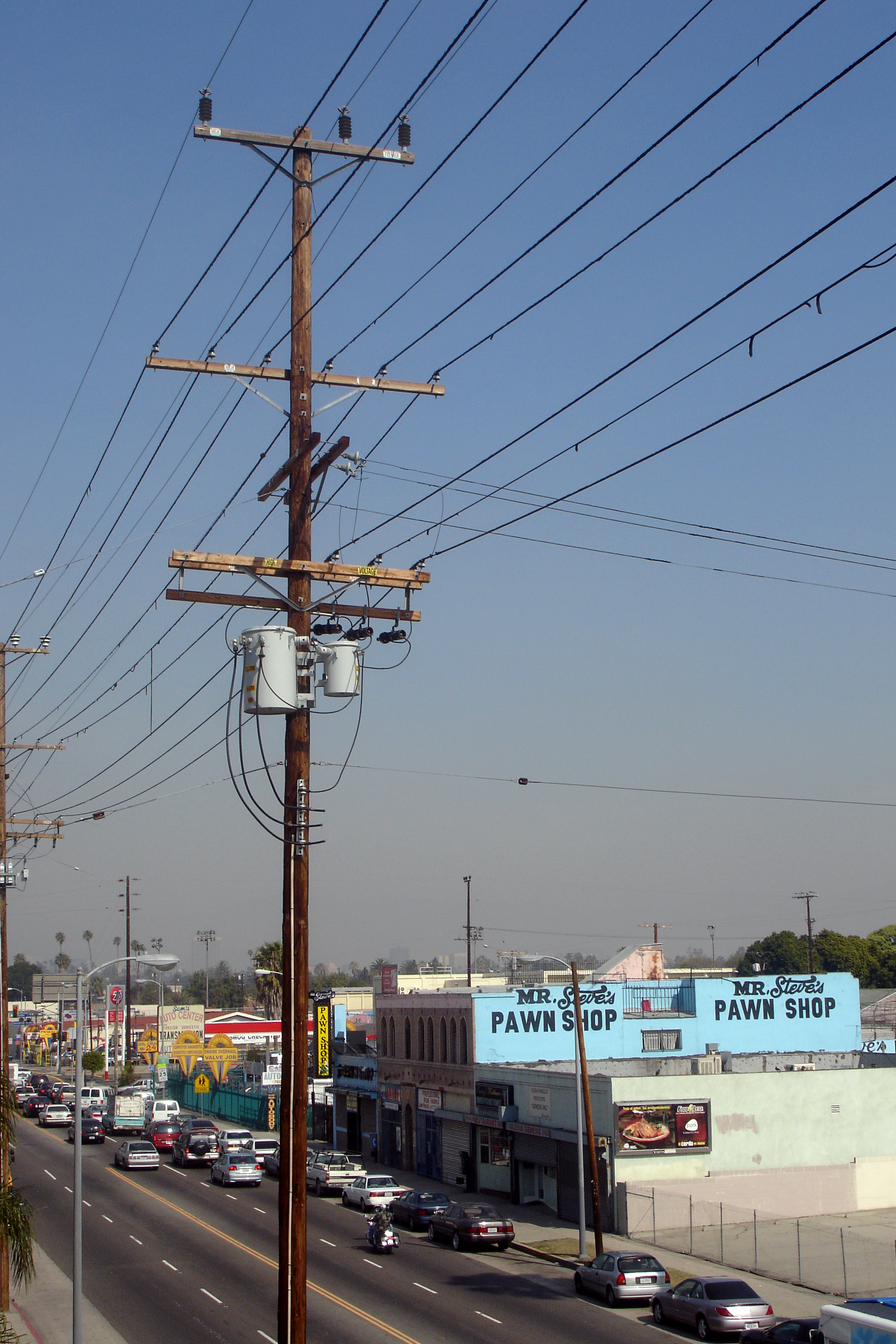
South Central

- Arlington Park
- Athens on the Hill
- Baldwin Hills
  - Baldwin Hills Estates
  - Baldwin Village
  - Baldwin Vista
- Broadway Square
- Cameo Plaza
- Canterbury Knolls
- Chesterfield Square
- Crenshaw
- Exposition Park
- Gramercy Park
- Hyde Park
- Jefferson Park
- King Estates
- Leimert Park
- Magnolia Square
- Manchester Square
- Morningside Circle
- View Heights
- Vermont Knolls
- Vermont Park
- Vermont Square
- Watts
- West Adams
  - Kinney Heights
  - North University Park
    - Figueroa Corridor

  - University Park
- West Alameda
- West Park Terrace

## San Fernando Valley

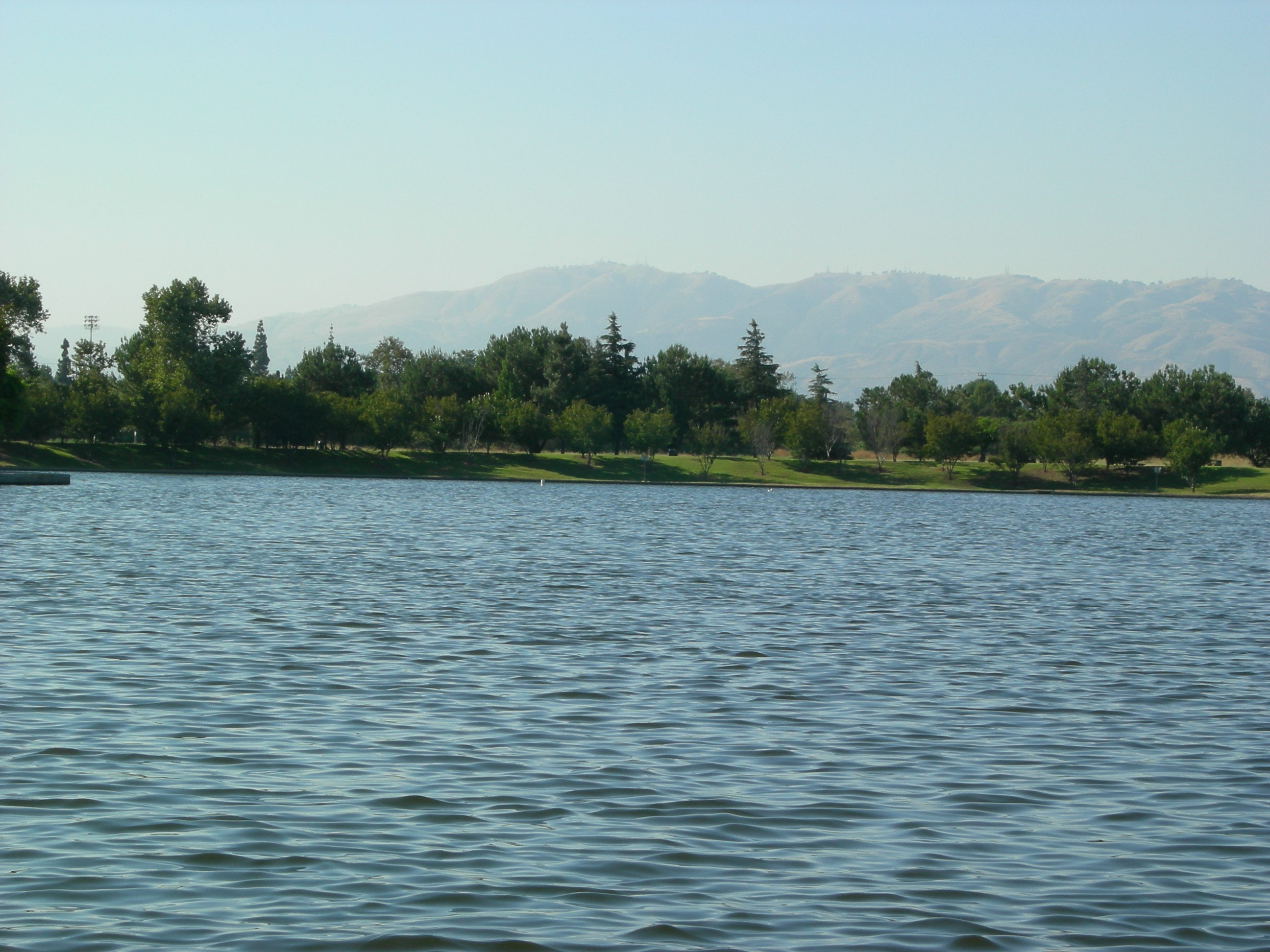
Lake Balboa, nazwa tego jeziora wywodzi się od nazwy osiedla

Victory Boulevard na Van Nuys

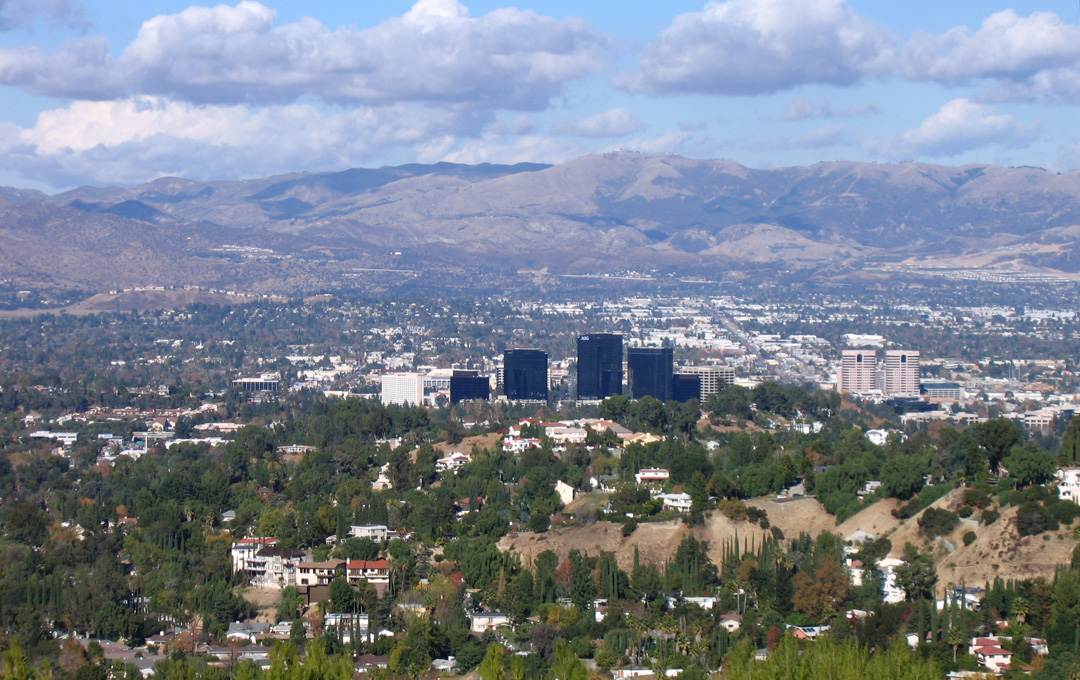
Widok na Woodland Hills na pierwszym planie widać Warner Center

- Arleta
- Balboa Park
- Canoga Park
- Chatsworth
- Encino
- Granada Hills
  - Balboa Highlands
- Hansen Hills
- Lake View Terrace
- Lake Balboa
- La Tuna Canyon
  - Rancho La Tuna Canyon
- Mission Hills
- North Hills
- North Hollywood
  - NoHo Arts District
- Northridge
- Pacoima
- Panorama City
- Porter Ranch
- Reseda
  - Reseda Ranch
- Sepulveda
- Shadow Hills
  - Stonehurst
- Sherman Oaks
  - Sherman Village
- Studio City
  - Colfax Meadows[9][10]
- Sun Valley
- Sunland
- Sylmar
  - Olive View
  - Kagel Canyon
- Tarzana
  - Melody Acres
- Toluca Lake
- Tujunga
- Valley Village
- Van Nuys
  - Valley Glen
    - Cameron Woods

  - Victory Park
- Ventura Business District
- Warner Center
- West Hills
- Winnetka
- Woodland Hills

## West Los Angeles (The Westside)
- Bel Air
  - Roscomare Valley
  - Beverly Glen
  - East Gate Old Bel-Air
  - West Gate Bel-Air
  - Upper Bel Air
- Benedict Canyon
- Beverly Crest
- Beverlywood
  - La Cienega Heights
- Brentwood
  - Brentwood Circle
  - Brentwood Glen
  - Brentwood Hills
  - Brentwood Park
  - Brentwood Village
  - Bundy Canyon
  - Kenter Canyon
    - Crestwood Hills

  - Mandeville Canyon
    - Westridge Heights

  - South Brentwood
  - Westgate
- Century City
- Cheviot Hills
- Crestview
- Del Rey
- Mar Vista
- Pacific Palisades
  - Castellammare
  - Huntington Palisades
  - Palisades Highlands
  - Santa Monica Canyon
- Palms
  - Westside Village
- Playa del Rey
- Playa Vista
- Rancho Park
  - Home Junction
- South Robertson
- Venice
  - Oakwood
  - Venice Canals
- Westchester

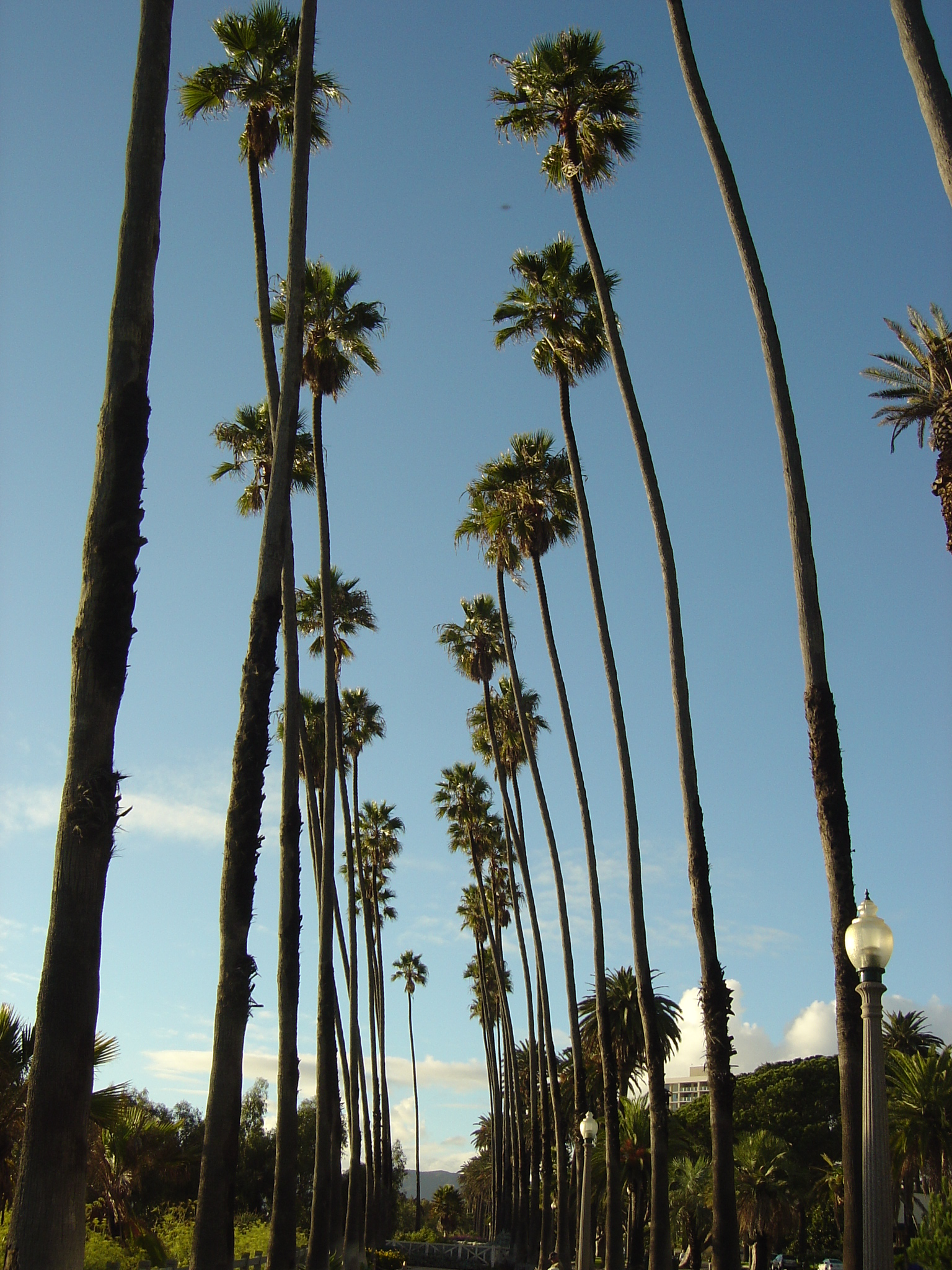
Palmy rosnące wzdłuż bulwaru w West Los Angeles

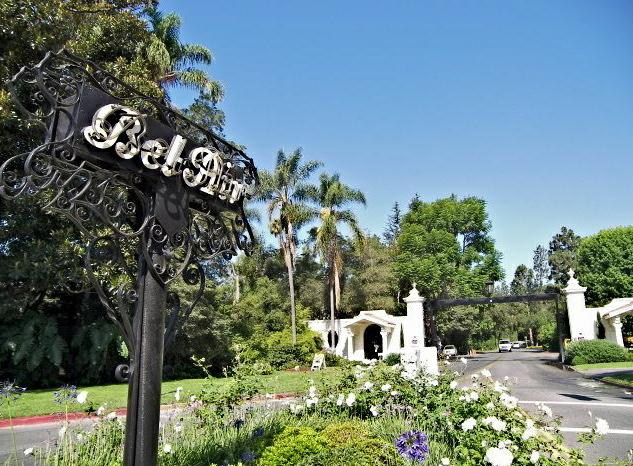
Brama wjazdowa do Bel-Air

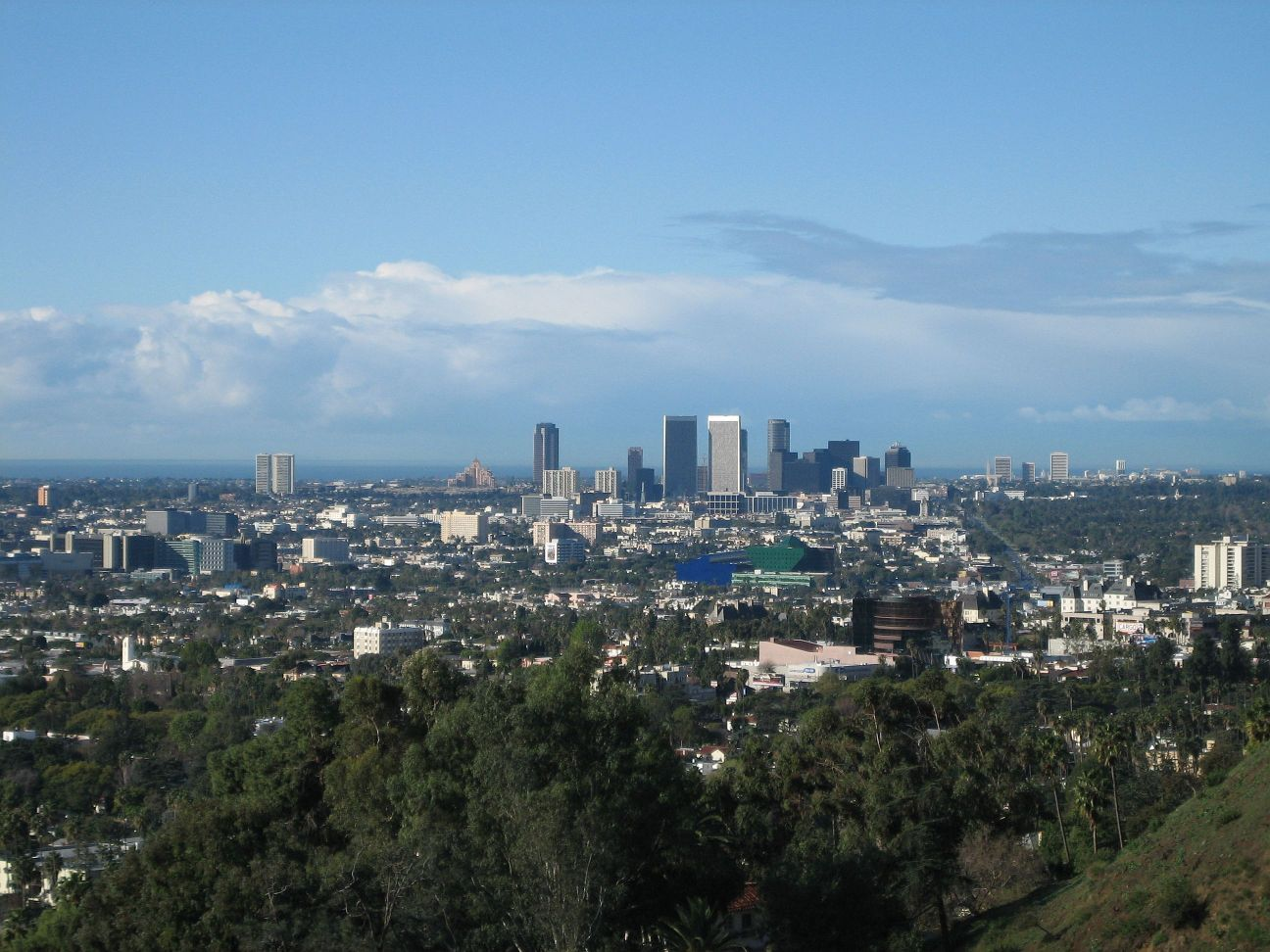
Panorama Century City

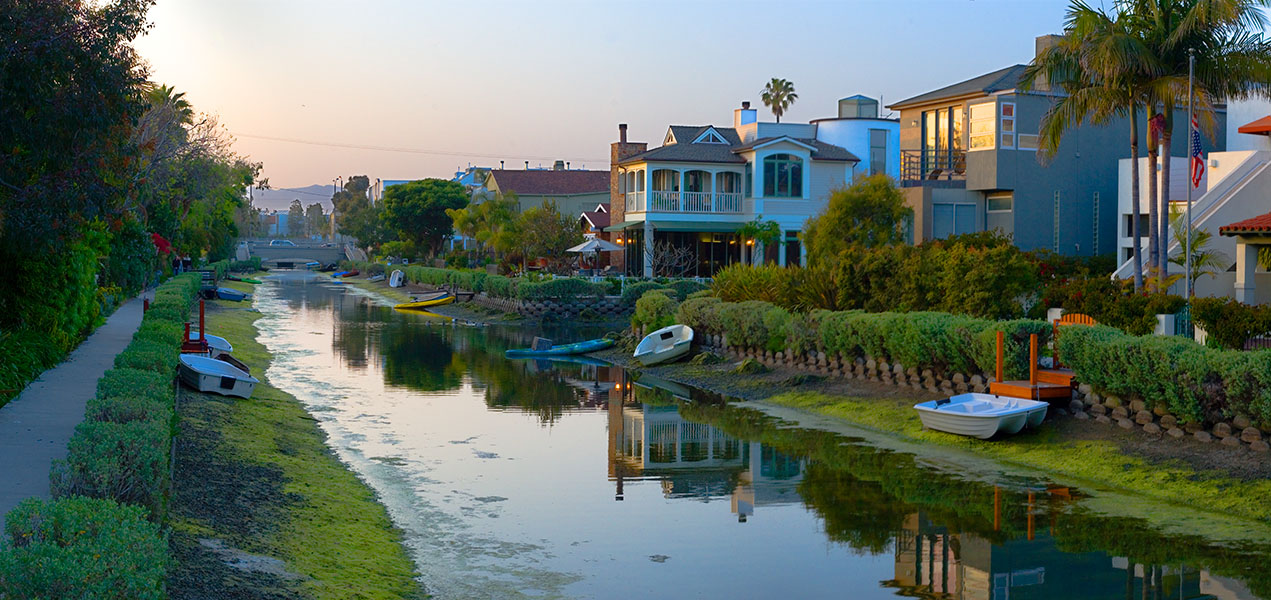
Kanał w Venice

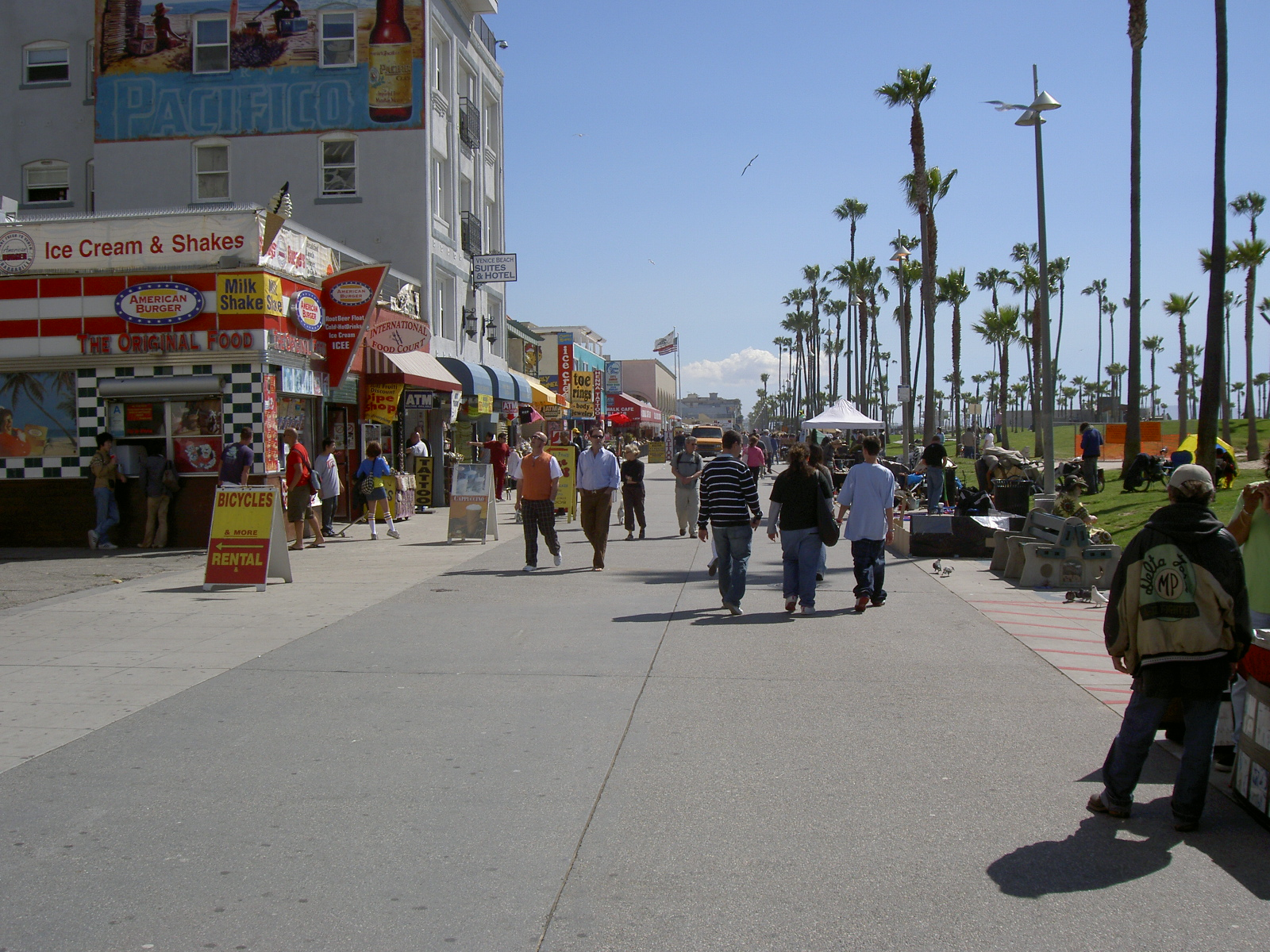
Promenada w Venice Beach

  - Los Angeles International Airport
  - Manchester Square
- West Los Angeles
  - Sawtelle
- Westwood
  - Holmby Hills
  - Westwood Village
  - Westwood North Village